# Чеська різдвяна меса

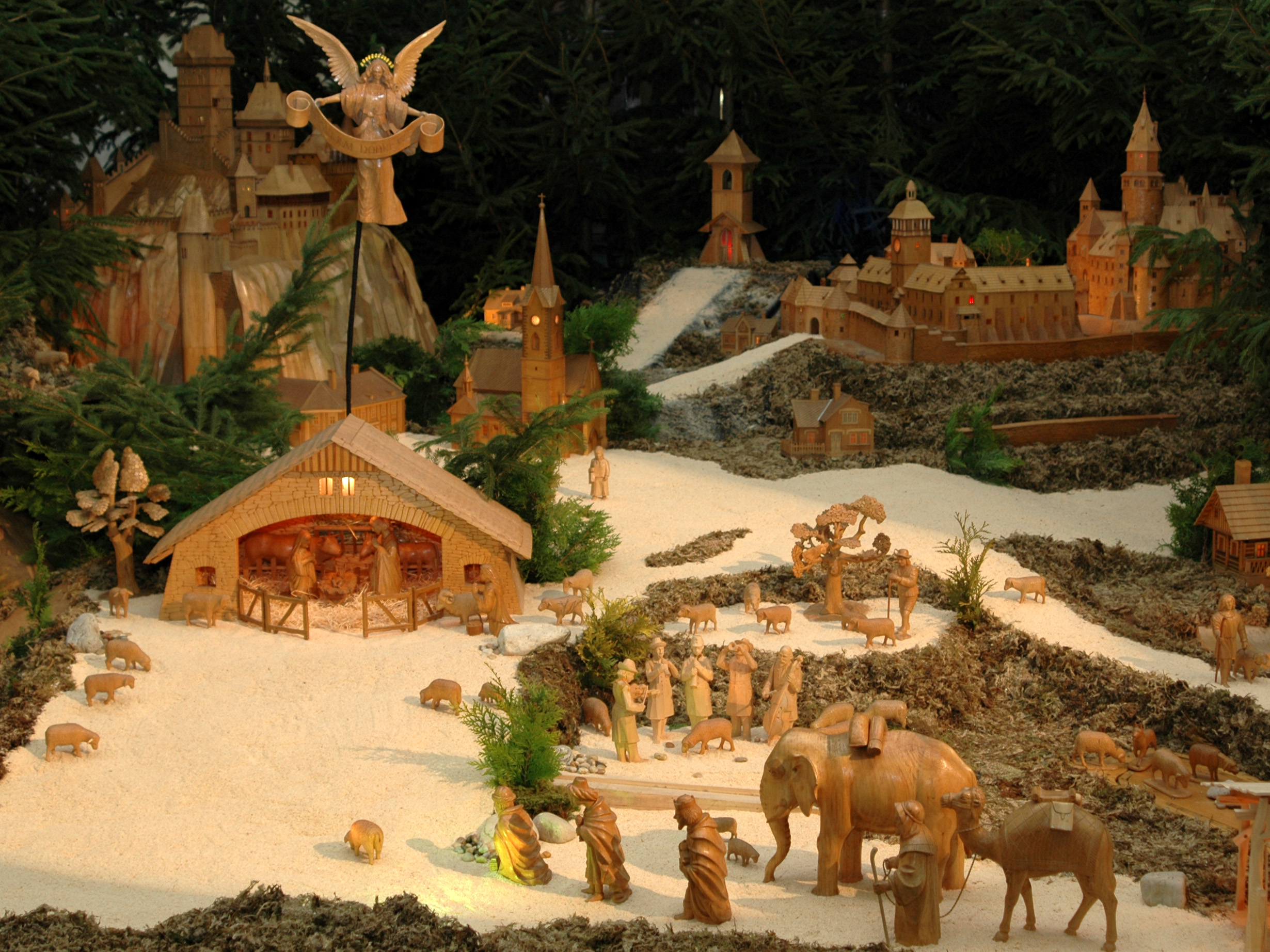
Дерев'яна шопка, що встановлюється щорічно в Церква святого Томаша Кентерберійського (Могельниця)

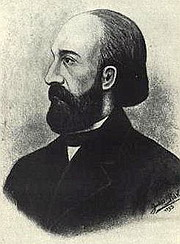
Якуб Ян Риба (1765—1815)

«Чеська різдвяна меса» (чеськ. Česká mše vánoční; лат. Missa solemnis Festis Nativitatis DJ Ch. Accommodata in languagesam bohemicam musikamque redacta — que redacta per Jac. Joa. Ryba, або скорочено лат. Missa pastoralis bohemica, «Чеська душпастирська меса») — чеська пасторальна меса написана чеським композитором Якубом Яном Рибою в 1796 році. Завдяки своїм вступним словам вона також відома як «Гей, господарю!» (чеськ. Hej, mistře!) або в народі як «Рибівка» (чеськ. Rybovka).
Меса складена у рамках традиційної латинської меси на християнську тему — народження Христа та приходу пастухів до ясел у Назареті. Протягом двох з половиною століть її простота, радісна та свіжа атмосфера і досі є зрозумілою та доступною для широкої аудиторії. У Чехії вона стала найпопулярнішою різдвяною месою та одним із музичних символів чеського Різдва.

## Історія
Якуб Ян Риба свою єдину месу, написану до чеського тексту, завершив у 1796 році, спочатку в тональності ля мажор (сьогодні вона часто виконується на тон нижче, в соль мажор). У своєму списку композицій, створених у 1782—1798 роках, він не зафіксував цю месу, а тільки згадав про «сім пастирських мес, одна з яких чеською мовою». Рукопис автографа оригінальної партитури не зберігся донині, збереглася тільки титульна сторінка. Версії, що відтворюються сьогодні, складаються на основі критичного аналізу копій. До первісної версії було внесено багато коригувань, що полягають у змінах інструментува́ння, тексту, мелодії чи транспозиції в інші тональності. Хоча Риба створив понад 1000 композицій, «Чеська різдвяна меса» залишається однією з небагатьох робіт, що регулярно виконуються дотепер.
Оригінальне оркестрування меси: співаки та мішаний хор, концертна флейта, 2 кларнети, 2 валторни, труба, 2 скрипки, альт, контрабас, литаври, концертний орган.

## Частини «Чеської різдвяної меси»
- Kyrie
- Gloria
- Graduale
- Credo
- Offertorium
- Sanctus
- Benedictus
- Agnus
- Závěr

## Фільмографія
У 2007 році Чеське телебачення випустило анімаційний, музичний фільм «Чеська різдвяна меса» (Česká mše vánoční) режисера Павла Кубанта (Pavel Kubant). 43 хвилинний фільм побудований на музиці однойменної чеської різдвяної меси Якуба Яна Риби, а анімаційні персонажі взяті з картин народного вертепу Йозефа Лади. У кінострічці співають провідні національні артисти — Ярослава Вимазалова, Марі Мазазова, Бено Блахут, Зденек Крупа та Чеський хор у супроводі Празького симфонічного оркестру під керівництвом Йосифа Веселка. На органі грає Мілан Шлехта.

## Дискографія
- «Чеська різдвяна меса» [Архівовано 18 грудня 2020 у Wayback Machine.] Празький симфонічний оркестр, диригент: Вацлав Сметачек, Чеський філармонійний хор, хормейстер: Йозеф Веселка. Ярослава Вимазалова — сопрано, Марія Млазова — альт, Бено Блахут — тенор, Зденек Крупа — бас, CD Супрафон, 1966, випущений 2002 .
- Пасторелі, «Чеська різдвяна меса» Capella Regia Musicalis, диригент: Роберт Гюго, Магдалена Кожена (мецосопрано), Габріела Ейбонова (сопрано), Ярослав Брезіна (тенор), Майкл Поспішіл (бас). CD Deutsche Grammophon, 1998.
- «Чеська різдвяна меса» У 1993 році Venkow Records випустив компакт-диск «Чеська різдвяна меса» у народному стилі та супроводжувався піснями Адама Міхна. Виконавці: Вабі Данек, Яромір Ногавиця, Павло Жальман Лохонька, Роберт Крешан, Ленка Слаба, Войта Зіча та інші. [3]